# チャムグ川
チャムグ川（チャムグがわ、ロシア語: Чамгу）は、サハリン島東部（北樺太）にある川。
地名の由来はニヴフ語で、表記は「орлы」または「шаманы」である。
大日本地名辞書続編には「チヤモキ」と書かれている。